# Interia
Interia.pl – portal internetowy, założony w 1999 roku przez Comarch S.A. i RMF FM. W latach 2008–2020 należał do Grupy Bauer Media Polska. 8 lipca 2020 stał się częścią Cyfrowego Polsatu (obecnie Grupa Polsat Plus). Redaktorem naczelnym Interii od grudnia 2020 roku jest Piotr Witwicki.
Interia to źródło informacji oraz rozrywki. Zapewnia użytkownikom treści i usługi w polskim Internecie. Serwis posiada kilkanaście serwisów tematycznych, m.in. Interia Wydarzenia, Interia Sport, Interia Biznes, Tygodnik Interii czy Pomponik.pl. Interia.pl oferuje swoim użytkownikom serwis pocztowy Interia Poczta, z którego według danych na październik 2014 korzystało 2,5 mln użytkowników indywidualnych oraz firm. Według badania Mediapanel w kwietniu 2022 Interię odwiedziło ok. 21 mln internautów.
Interia to lider (razem z serwisami Polsatu – polsatnews.pl i polsatsport.pl) wśród wydawców internetowych oraz najbardziej wiarygodny portal horyzontalny w Polsce według badania CBOS z 2023. Posiada najpopularniejszy serwis o ekologii (Zielona Interia), show-biznesie (Pomponik.pl) oraz wyposażeniu wnętrz i ogrodach (Deccoria.pl).

## Historia

### Początek
Interia.pl powstała 13 sierpnia 1999 roku jako wspólny projekt firmy Comarch SA oraz stacji radiowej RMF FM. Spółka początkowo funkcjonowała pod nazwą Internet FM. 18 października uruchomiła swój pierwszy serwis pocztowy poczta.fm, który umożliwiał bezpłatne korzystanie z poczty elektronicznej. 3 grudnia spółka zmieniła nazwę na Interia.pl SA.
Oficjalna premiera portalu Interia.pl odbyła się 11 lutego 2000 roku o godz. 17:31. Posiadał on m.in. sześć serwisów tematycznych (Wiadomości, Biznes i Ekonomia, Motoryzacja, Kobieta, Turystyka oraz Rozrywka) oraz system bezpłatnych kont pocztowych – Poczta.Interia.pl.

### Grupa Bauer Media Polska
17 stycznia 2008 roku Bauer Media Invest GMBH przejęła większościowy pakiet akcji portalu. Interia stała się tym samym częścią grupy medialnej razem z Wydawnictwem Bauer oraz Radiem RMF FM.

### Grupa Cyfrowy Polsat (Grupa Polsat Plus)
8 lipca 2020 roku Interia stała się częścią Grupy Cyfrowy Polsat (obecnie Grupa Polsat Plus). Synergia z liderem rynku medialno-telekomunikacyjnego w Polsce doprowadziła do wzrostu zasięgu portalu i poszerzenia jego oferty. Interia m.in. uruchomiła dwa nowe serwisy – Zielona Interia i Tygodnik Interii– oraz stworzyła portfolio podcastów i programów video na cały tydzień. Wśród jej autorów znajdują się Piotr Witwicki, Katarzyna Zdanowicz, Alicja Resich, Przemysław Białkowski, Aleksandra Szutenberg, Tomasz Lejman i Damian Glinka. Portal transmituje na żywo także najważniejsze wydarzenia muzyczne stacji Polsat.
Zmiana Redaktora Naczelnego w Interii przyśpieszyła synergię w ramach Grupy Polsat Plus. Piotr Witwicki wprowadził zmiany w sposobie działania redakcji, wydawców oraz strony głównej portalu. Połączył newsroom Interii Wydarzeń i Polsatnews.pl, co ułatwiło i przyśpieszyło przekazywanie informacji. Wpłynął on także na powstanie nowych serwisów tematycznych Interii.

### Strona główna
W październiku 2021 roku Interia uruchomiła nową stronę główną. Odzwierciedla ona zmiany, które zaszły w portalu od momentu jego dołączenia do Grupy Polsat Plus. Zastosowane w niej rozwiązania multimedialne umożliwiają z kolei pełne wykorzystane synergii z telewizyjnymi treściami Grupy Polsat Plus.

### Największa kampania w historii
Interia w grudniu 2021 roku uruchomiła kampanie w ramach platformy „Pomiędzy”, która doczekała się kilku odsłon w stacjach telewizyjnych Grupy Polsat Plus oraz Internecie. Portal był w niej prezentowany jako miejsce, gdzie użytkownicy „błyskawicznie znajdą najważniejsze wiadomości z Polski i ze świata”. Kampanii towarzyszył slogan „Interia jest blisko tego, co bliskie Tobie”. Jej dopełnieniem i rozwinięciem była sportowa kampania „Żyjemy sportem”.

### Grupa Polsat – Interia liderem Internetu
Grupa Polsat – Interia (portal Interia i serwisy Polsatnews.pl i Polsatsport.pl) dzięki 21,11 mln użytkownikom (RU) po raz pierwszy w historii została numerem 1 wśród wydawców internetowych w Polsce. Wyprzedziła Grupę Wirtualna Polska (21,03 mln RU) oraz Grupę RAS Polska, wydawcę Onetu (20,97 mln RU).

## Portfolio serwisów i usług Interii[37]
Portal Interia to serwisy i usługi, które można podzielić na kilka głównych kategorii:
- portal horyzontalny oraz serwisy tematyczne:
  - portal: Interia,
  - informacje, biznes i sport: Interia Wydarzenia; Interia Biznes; Interia Sport; Interia Pogoda,
  - premium: Tygodnik Interii;Interia Extra,
  - ekologia: Zielona Interia,
  - nauka i nowe technologie: Geekweek;Antyweb.pl, Historia,
  - rozrywka: Pomponik.pl; Interia Film;Interia Muzyka;Świat Seriali;Tekściory,
  - lifestyle: Interia Kobieta;Styl.pl;Smaker.pl;Deccoria.pl;Interia Zdrowie;Interia Motoryzacja; Maxmodels.pl,
  - edukacja: Skul, Bryk.pl; Opracowania.pl,
  - promocje i e-gazetki:Ding;Okazjum, Tanio Mam

- usługi komunikacyjne (bezpłatna poczta elektroniczna Poczta.interia.pl, rozwiązania komunikacyjne powstające na styku Internetu i technologii mobilnych),

- usługi wyszukiwawcze (wyszukiwarka oparta na mechanizmach Google oraz katalogi stron i wyszukiwarki adresów, firm, bazy wiedzy – słowniki, leksykony, encyklopedie oraz serwis z mapami),

- usługi handlowe / e-commerce (jak np. Pasaż handlowy, Salon muzyczny, Foto, Urlop / Hotele / Kwatery / Wycieczki / Samoloty itp.).

- bezpłatne konta www (łączenie przez FTP, z reklamami, brak PHP i MySQL) oraz płatne usługi hostingowe Strefa.pl

- usługa modemowego dostępu do Internetu (InteriaNet)

## Oglądalność
Według badań Mediapanelu na styczeń 2024, Grupa Polsat – Interia zajęła trzecią pozycję w rankingu polskich wydawców internetowych. Jej serwisy i portal odwiedziło wówczas ok. 21 mln użytkowników, z czego ok. 20 mln stanowili użytkownicy urządzeń mobilnych.